# 岩手県道126号田山停車場線
岩手県道126号田山停車場線（いわてけんどう126ごう たやまていしゃじょうせん）は、岩手県八幡平市を通る一般県道である。

## 概要
田山駅から八幡平市石名坂に至る。

### 路線データ
- 実延長：22.7 m
- 起点：田山停車場（田山駅）
- 終点：八幡平市石名坂（国道282号交点）

## 地理

### 通過する自治体
- 八幡平市

### 交差する道路
- 国道282号（八幡平市石名坂）

### 沿線の施設
- JR東日本 田山駅